# ديوي سوكارنو
ديوي سوكارنو (بالإندونيسية: Ratna Sari Dewi Soekarno)‏ (デ ヴ ィ ・ ス カ ル ノ ، ديفي سوكارونو) ، الاسم الكامل راتنا ساري ديوي سوكارنو (ラ ト ナ ・ サ リ ・ デ ヴ ィ ・ ス カ ル ノ ، راتونا ساري ديفي سوكارونو، ولدت ناوكو نيموتو; 6 فبراير 1940)، المعروف على نطاق واسع في اليابان تُعرف في اليابان باسم ديوي فوجين (デ ヴ ィ 夫人 ، ليدي ديوي ، مدام ديوي )، وهي سيدة أعمال يابانية، وشخصية اجتماعية، وشخصية تلفزيونية، كانت واحدة من زوجات أول رئيس إندونيسيا، أحمد سوكارنو.

## روابط خارجية
- ديوي سوكارنو على موقع IMDb (الإنجليزية)